# Saison 7 de Modern Family
Chronologie
Saison 6 Saison 8
Cet article présente la liste des épisodes de la septième saison de la série télévisée américaine Modern Family.

## Généralités
- Aux États-Unis, cette septième saison a été diffusée du 23 septembre 2015 au 18 mai 2016 sur le réseau ABC[1].
- Au Canada, elle a été diffusée en simultanée sur Citytv[2].
- Un nouveau générique a été créé pour les familles à l'exception des Tucker-Pritchett.

## Synopsis de la saison
Pour cette saison, maintenant que Joe est un peu plus âgé, il entre à l'école. Les Dunphy hébergent provisoirement des canards chez eux, Haley et Andy discutent de leur relation et Jay fait part d'une étonnante nouvelle.

## Distribution

### Acteurs principaux
- Ed O'Neill (VF : Michel Dodane) : Jay Pritchett
- Julie Bowen (VF : Gaëlle Savary) : Claire Dunphy
- Ty Burrell (VF : Loïc Houdré) : Phil Dunphy
- Sofía Vergara (VF : Sophie Riffont) : Gloria Delgado-Pritchett
- Jesse Tyler Ferguson (VF : Jérôme Berthoud) : Mitchell Pritchett
- Eric Stonestreet (VF : Daniel-Jean Colloredo) : Cameron Tucker
- Sarah Hyland (VF : Alexia Papineschi) : Haley Dunphy (sauf épisodes 13, 16 et 20)
- Nolan Gould (VF : Henri Bungert) : Luke Dunphy (sauf épisodes 8 et 17)
- Ariel Winter (VF : Léopoldine Serre) : Alex Dunphy (sauf épisodes 4, 13 et 18)
- Rico Rodriguez (VF : Antoine Fonck) : Manny Delgado (sauf épisode 8)
- Aubrey Anderson-Emmons (en) (VF : Lana Ropion) : Lily Pritchett-Tucker (sauf épisodes 6 à 8, 20)
- Jeremy Maguire (VF : Fanny Bloc) : Joe Pritchett[3] (sauf épisodes 3,4,11,13,16,18 et 21)

### Acteurs récurrents
- Reid Ewing (VF : Hervé Grull) : Dylan Marshall
- Kasey Mahaffy (VF : Hugo Rezeda) : Dom
- Michele Panu (VF : Zina Khakhoulia) : Sarah Ho

### Invités
- Ray Liotta (VF : Bruno Choël) : lui-même[4] (épisode 10)
- Keegan-Michael Key : Tom[4] (épisode 10)
- Christine Lakin : Lisa[4] (épisode 10)
- Barbra Streisand : voix[5] (épisode 10)

## Épisodes

### Épisode 1:Amours d'été
- États-Unis /  Canada : 23 septembre 2015 sur ABC[1] / Citytv
- Suisse : 18 septembre 2016 sur RTS Un
- France : 28 novembre 2016 sur 6ter
- Belgique : 13 décembre 2016 sur Be Séries

- États-Unis : 9,46 millions de téléspectateurs[6] (première diffusion)
- Canada : 1,17 million de téléspectateurs[7] (première diffusion + différé 7 jours)

- Adam DeVine (Andy)
- Laura Ashley Samuels (Beth)
- Suraj Partha (Sunjay)
- Reid Ewing (Dylan)
- Susan Egan (Miss Ford)
- Justin Kirk (Charlie Bingham)
- Mikey Madison (Becca)
- Vicki Lewis (Erica)
- Mai Brunelle (Kid)

### Épisode 2:Alex quitte le nid
- États-Unis /  Canada : 30 septembre 2015 sur ABC / Citytv
- Suisse : 16 octobre 2016 sur RTS Un
- France : 28 novembre 2016 sur 6ter
- Belgique : 13 décembre 2016 sur Be Séries

- États-Unis : 8,72 millions de téléspectateurs[8] (première diffusion)

- Chloe Csengery (Maisie)
- Kendall Ryan Sanders (Will)
- Jennifer Williams (Widow)
- Neyssan Falahi (French Man)
- Carole Weyers (French Woman)
- Hilary Ward (Young Woman)
- Deji LaRay (Young Man)
- Elizabeth Bergstone (Old Woman)
- William McMullen (Ref)
- Brittani Ebert (Debbie)
- Rebecca Avery (Denise)
- David Shatraw (Dennis)

### Épisode 3:La vengeance est un placard qui se mange froid
- États-Unis /  Canada : 7 octobre 2015 sur ABC / Citytv
- France : 28 novembre 2016 sur 6ter
- Belgique : 13 décembre 2016 sur Be Séries
- Suisse : 23 octobre 2016 sur RTS Un

- États-Unis : 7,99 millions de téléspectateurs[9] (première diffusion)

- Reid Ewing (Dylan)
- Lauren Gaw (Brie)
- Jon Polito (Earl Chambers)
- Hanna Yorke (Carly)
- Micaela Wittman (Gretchen)
- Irene White (Helen)
- Sean T. Krishnan (Photographer)

### Épisode 4:Les Œufs de Phil
- États-Unis /  Canada : 14 octobre 2015 sur ABC / Citytv
- Suisse : 30 octobre 2016 sur RTS Un
- France : 29 novembre 2016 sur 6ter
- Belgique : 20 décembre 2016 sur Be Séries

- États-Unis : 7,88 millions de téléspectateurs[10] (première diffusion)

- Reid Ewing (Dylan)
- Damien Diaz (Seth)
- Christian Gehring (Jace)
- Kegn Matungulu (TJ)
- Phillip Fallon (Munch)
- Lucila Solà (Mariela Morales)
- Ramon Hilario (Old Man)
- Carlos Torres (Pepito)
- Joe Mande (Ben)
- Kasey Mahaffy (Dom)
- Barrett Carnahan (Rival Frat Guy)
- Donald Sage Mackay (George)
- Andre Gordon (Dad)
- Ogy Durham (Mom)
- Alec Maney Wilson (Dennis)
- Nathan Ray Clark (Joshua)
- John Jackson Jr. (Son)
- Gracie Marie Bradley (Daughter)

### Épisode 5:Jurés et Préjugés
- États-Unis /  Canada : 21 octobre 2015 sur ABC / Citytv
- Suisse : 6 novembre 2016 sur RTS Un
- France : 29 novembre 2016 sur 6ter
- Belgique : 20 décembre 2016 sur Be Séries

- États-Unis : 7,8 millions de téléspectateurs[11] (première diffusion)

- Ron Perkins (Judge)
- Tijuana Ricks (Defense Attorney)
- Vicki Lewis (Erica)
- Marsha Kramer (Margaret)
- Kevin Chamberlin (Monty)
- Craig Welzbacher (Mark)
- Lateefah Holder (Nicole)
- Philip Anthony-Rodriguez (Tim)
- Kasey Mahaffy (Dom)
- Christopher Darga (Lou)
- Spenser McNeil (Reuben)
- Kevin Berntson (Raymond)
- Jackson Garner (Tommy)

Gloria est appelée pour faire partie d'un jury. Sur place, elle n'est pas retenue. Sa femme absente, Jay doit participer seul à la journée de bénévolat à l'école hippie de Joe. Son père absent, Claire doit montrer à ses filles comment se passe son travail tout en gérant les demandes des collègues. Gloria, rejetée du jury, sert de médiatrice entre Mitchell et Cameron qui ne savent pas quels amis inviter.

### Épisode 6:Le Titan de l'industrie
- États-Unis /  Canada : 11 novembre 2015 sur ABC / Citytv
- Suisse : 13 novembre 2016 sur RTS Un
- France : 29 novembre 2016 sur 6ter
- Belgique : 20 décembre 2016 sur Be Séries

- États-Unis : 8,15 millions de téléspectateurs[12] (première diffusion)

- Spenser McNeil (Ruben)
- Adam DeVine (Andy)
- Reid Ewing (Dylan)
- Laura Ashley Samuels (Beth)
- Jeremy Scott Johnson (Andrew)
- Matt McGrath (Simon)
- Brooke Sorensen (Tammy)
- Jarad King (Le marchand de glace)
- Michele Panu (Sarah)
- Jill Remez (l'hôtesse)
- Johnny Ray Meaks (le spectateur)
- Marissa Caprielian (la cliente)
- Shana Strong (la jolie fille)

### Épisode 7:Phil et la maison sexy
- États-Unis /  Canada : 18 novembre 2015 sur ABC / Citytv
- Suisse : 20 novembre 2016 sur RTS Un
- France : 30 novembre 2016 sur 6ter
- Belgique : 27 décembre 2016 sur Be Séries

- États-Unis : 8,38 millions de téléspectateurs[13] (première diffusion)

- Adam DeVine (Andy)
- Spenser McNeil (Ruben)
- Chad Roberts (Grayson)
- Olivia Welch (Olive)

### Épisode 8:Thérapie de groupe
- États-Unis /  Canada : 2 décembre 2015 sur ABC / Citytv
- Suisse : 27 novembre 2016 sur RTS Un
- France : 30 novembre 2016 sur 6ter
- Belgique : 27 décembre 2016 sur Be Séries

- États-Unis : 7,35 millions de téléspectateurs[14] (première diffusion)
- Canada : 1,019 million de téléspectateurs[15] (première diffusion + différé 7 jours)

- Adam DeVine (Andy)
- Spenser McNeil (Ruben)
- Catherine O Hara (Le docteur Radcliffe)

### Épisode 9:Noël sera chaud
- États-Unis /  Canada : 9 décembre 2015 sur ABC / Citytv
- Suisse : 4 décembre 2016 sur RTS Un
- France : 1er décembre 2016 sur 6ter
- Belgique : 27 décembre 2016 sur Be Séries

- États-Unis : 8,2 millions de téléspectateurs[16] (première diffusion)
- Canada : 1,206 million de téléspectateurs[17] (première diffusion + différé 7 jours)

- Adam DeVine (Andy)
- Andrea Martin (Fig)
- Laura Ashley Samuels (Beth)

### Épisode 10:L'Omelette d'anniversaire
- États-Unis /  Canada : 6 janvier 2016 sur ABC / Citytv
- Suisse : 11 décembre 2016 sur RTS Un
- France : 1er décembre 2016 sur 6ter
- Belgique : 3 janvier 2017 sur Be Séries

- États-Unis : 8,35 millions de téléspectateurs[18] (première diffusion)
- Canada : 1,078 million de téléspectateurs[19] (première diffusion + différé 7 jours)

- Ray Liotta (lui-même)
- Keegan-Michael Key (Tom)
- Christine Lakin (Lisa)
- Tom Larochelle (Rob)
- Kate McDaniel (Carol)
- Hudson West (Monte)
- Mia Barron (Vicky)
- Orson Bean (Marty)
- Omar Leyva (Le vendeur de cartes)
- Evan Egel (Serveur #1)
- Brandon Espy (Serveur #2)
- Barbra Streisand (elle-même, voix uniquement)

### Épisode 11:Volez de vos propres ailes
- États-Unis /  Canada : 13 janvier 2016 sur ABC / Citytv
- Suisse : 18 décembre 2016 sur RTS Un
- France : 2 décembre 2016 sur 6ter
- Belgique : 3 janvier 2017 sur Be Séries

- États-Unis : 8,17 millions de téléspectateurs[20] (première diffusion)
- Canada : 1,072 million de téléspectateurs[21] (première diffusion + différé 7 jours)

- Janet Song (Madame Tran)
- Spencer Ward (l'enfant nerd)
- Asia Jackson (l'étudiante qui distribue des flyers)
- Christopher Avila (l'étudiant)
- Michèle Panu (Sarah)
- Victoria Oscar (la touriste)

### Épisode 12:Madame Tout Va Bien
- États-Unis /  Canada : 10 février 2016 sur ABC / Citytv
- Suisse : 8 janvier 2017 sur RTS Un
- France : 2 décembre 2016 sur 6ter
- Belgique : 3 janvier 2017 sur Be Séries

- États-Unis : 7,8 millions de téléspectateurs[22] (première diffusion)

- Josh Casaubon (Gus)
- Suraj Partha (Sanjay Patel)
- Christopher Butler (Chip)

### Épisode 13:C'est qui la patronne?
- États-Unis /  Canada : 17 février 2016 sur ABC / Citytv
- Suisse : 5 février 2017 sur RTS Un
- France : 5 décembre 2016 sur 6ter
- Belgique : 10 janvier 2017 sur Be Séries

- États-Unis : 7,48 millions de téléspectateurs[23] (première diffusion)

- June Squibb (Tante Alice)
- Ernie Hudson (Miles)
- David Dean Bottrell (Mr Wilkerson)
- Heather Goldenhersh (Madame Wilkerson)
- Steve Agee (Tommy)
- Allison Dunbar (Abigail)
- Jennifer O'Dell (Brenda)
- Tina Arning (Tanya)
- Scott Christopher (Victor)
- Kim Estes (Le doyen de l'université)
- Michael Fitzgerald (Parker)
- Seth Menachem (Smart-Ass)

### Épisode 14:Frappés par la foudre
- États-Unis /  Canada : 24 février 2016 sur ABC / Citytv
- Suisse : 7 mai 2017 sur RTS Un
- France : 5 décembre 2016 sur 6ter
- Belgique : 10 janvier 2017 sur Be Séries

- États-Unis : 8,10 millions de téléspectateurs[24] (première diffusion)

- Adam DeVine (Andy)
- Juliette Jeffers (Une mère)
- Chloe Csengers (Maisie)
- Violet Lux (Ashley)
- Rigel Blue (Une amie de Lily)
- Raegan Revord (Megan)

### Épisode 15:Wonder Woman
- États-Unis /  Canada : 2 mars 2016 sur ABC / Citytv
- Suisse : 4 juin 2017 sur RTS Un
- France : 6 décembre 2016 sur 6ter
- Belgique : 10 janvier 2017 sur Be Séries

- États-Unis : 8,22 millions de téléspectateurs[25] (première diffusion)

- Nathan Lane (Pepper)
- Christian Barillas (Ronaldo)
- Matthew Risch (Jotham)
- Joe Mande (Ben)
- Kevin Daniels (Longinus)
- Luke Cook (Cliff)
- Rob Zazzali (Will)
- Patrick Hume (Kyle)
- Erica Rhodes (Marianne)
- Bryan Safi (Matt)
- Raymond Lee (Alan)
- Kelsey Formost (Tess)

### Épisode 16:Vilains Petits Mensonges
- États-Unis /  Canada : 16 mars 2016 sur ABC / Citytv
- Suisse : 2 juillet 2017 sur RTS Un
- France : 6 décembre 2016 sur 6ter
- Belgique : 17 janvier 2017 sur Be Séries

- États-Unis : 8,14 millions de téléspectateurs[26] (première diffusion)

- Jon Polito (Earl Chambers)
- Aubree Young (Sydney)
- Mekia Cox (Angie)
- Charles Justo (Ra)
- Juan Antonio (Kenny)

### Épisode 17:Un jour, j'irai à Paris avec toi
- États-Unis /  Canada : 23 mars 2016 sur ABC / Citytv
- Suisse : 2 juillet 2017 sur RTS Un
- France : 7 décembre 2016 sur 6ter
- Belgique : 17 janvier 2017 sur Be Séries

- États-Unis : 7,69 millions de téléspectateurs[27] (première diffusion)

- Adam DeVine (Andy)
- Dana Powell (Pam)
- Ellen Ratner (Kelly)
- Jeff Adler (Tom)
- Brigitte Valdez (Bianca)
- Michael Tauzin (Clint)
- Christopher Chen (Mr. Chow)
- Michael Saunders (Le croupier)

### Épisode 18:La Fête à la maison
- États-Unis /  Canada : 6 avril 2016 sur ABC / Citytv
- Suisse : 9 juillet 2017 sur RTS Un
- France : 7 décembre 2016 sur 6ter
- Belgique : 17 janvier 2017 sur Be Séries

- États-Unis : 7,51 millions de téléspectateurs[28] (première diffusion)

- Mark-Adair Rios (Don)
- Sam Spanjian (Vic)
- Seth Morris (James)
- Isabella Gomez (Flavia)
- Joseph Boyd (Tommy)
- Erika Varela (La serveuse)

### Épisode 19:Nom d'un chien
- États-Unis /  Canada : 13 avril 2016 sur ABC / Citytv
- Suisse : 16 juillet 2017 sur RTS Un
- France : 8 décembre 2016 sur 6ter
- Belgique : 24 janvier 2017 sur Be Séries

- États-Unis : 7,44 millions de téléspectateurs[29] (première diffusion)

- Challen Cates (Dana)
- Adam Arkin (Reece)
- Andy Fisher Price (Coop)
- Grant Jordan (Dex)
- Riley Bodenstab (Leon)
- Charlie Nicholls (Tyler)

### Épisode 20:La Promosition
- États-Unis /  Canada : 4 mai 2016 sur ABC / Citytv
- Suisse : 30 juillet 2017 sur RTS Un
- France : 8 décembre 2016 sur 6ter
- Belgique : 24 janvier 2017 sur Be Séries

- États-Unis : 7,42 millions de téléspectateurs[30] (première diffusion)

- June Squibb (Tante Alice)
- Spencer McNeil (Ruben)
- Kasey Mahaffy (Dom)
- Marsha Kramer (Margaret)
- Joe Mande (Ben)
- Olivia Welch (Olive)
- Joshua Carlon (Jonah)
- Nawal Bengholam (La serveuse)
- Annalisa Cochrane (Mélanie)
- Michele Panu (Sarah)

### Épisode 21:Quel train de vie!
- États-Unis /  Canada : 11 mai 2016 sur ABC / Citytv
- Suisse : 6 août 2017 sur RTS Un
- France : 9 décembre 2016 sur 6ter
- Belgique : 31 janvier 2017 sur Be Séries

- États-Unis : 7,16 millions de téléspectateurs[31] (première diffusion)
- Canada : 1,162 million de téléspectateurs[32] (première diffusion + différé 7 jours)

- Shelley Long (Dede)
- Dominic Sherwood (James)
- Simon Templeman (Simon Hastings)
- Lindsey Gort (Cindy)
- Jay Johnston (Carl)
- Sandra Purpuro (Donna)
- Edward James Gage (Le porteur)
- Fred Cross (Le poinçonneur)
- Mike Ostroski (Un passager)

- Joe n'apparaît pas dans l'épisode. Le prénom de l'auteur a changé, de Nigel à Simon.

### Épisode 22:Double Clic
- États-Unis /  Canada : 18 mai 2016 sur ABC[33] / Citytv
- Suisse : 6 août 2017 sur RTS Un
- France : 9 décembre 2016 sur 6ter
- Belgique : 31 janvier 2017 sur Be Séries

- États-Unis : 6,79 millions de téléspectateurs[34] (première diffusion)
- Canada : 970 000 téléspectateurs[35] (première diffusion + différé 7 jours)

- Adam DeVine (Andy)
- Andrew Leeds (Rich)
- Frank Caeti (Neal)
- Joe Mande (Ben)
- Kasey Mahaffy (Dom)
- Illeana Douglas (Janet)
- Joe Cobden (le touriste)
- Patrick Rafferty (Annie)
- Ian Bratschie (l'homme de l'entrepôt)